# Igor Ivanović (calciatore 1997)
Igor Ivanović (in serbo Игор Ивановић?; Jagodina, 28 luglio 1997) è un calciatore serbo, centrocampista del Nantong Zhiyun.

## Carriera
Ha giocato nella prima divisione dei campionati serbo, bielorusso e kazako.

## Palmarès

### Club

#### Competizioni nazionali
- Campionato bielorusso: 2

Šachcër Salihorsk: 2020, 2021
- Supercoppa di Bielorussia: 1

Šachcër Salihorsk: 2021
- Coppa del Kazakistan: 1

Tobyl: 2023
- Supercoppa del Kazakistan: 1

Tobyl: 2024